# Gisèle Parry
Pour les articles homonymes, voir Parry.
Gisèle Parry est une actrice française née dans le 11e arrondissement de Paris le 18 août 1914 et morte à Montmorency le 8 février 1973.

## Biographie
Chanteuse et comédienne, Gisèle Parry est la mère de Clothilde. Elle a été la seconde épouse de Robert Beauvais, avec lequel elle a animé des émissions radiodiffusées, notamment La Kermesse aux étoiles.

## Filmographie

### Cinéma
- 1938 : Quatre Heures du matin de Fernand Rivers : une entraîneuse
- 1939 : La Belle Revanche de Paul Mesnier : Mitou Guillemin
- 1942 : La Croisée des chemins d'André Berthomieu : Claire
- 1943 : Forces occultes de Jean Mamy et Paul Riche : Mme Avenel
- 1946 : La Troisième Dalle de Michel Dulud : Christine
- 1949 : Cartes sur table, court métrage d'André Pergament : voix

### Télévision
- 1953 : La Joie de vivre